# Teinostoma altum
Teinostoma altum is een slakkensoort uit de familie van de Tornidae. De wetenschappelijke naam van de soort is voor het eerst geldig gepubliceerd in 1953 door Pilsbry.